# Clement Jackson
Clement Nugent Jackson, né le 2 avril 1846 à Shimla (Inde) et mort en 1924, est un athlète, universitaire et dirigeant sportif britannique.

## Biographie
Il est né à Simla, en Inde, deuxième fils du lieutenant-général George Jackson, du corps d'état-major du Bengale, et de Phillis Sophia Strode.
Il fait ses études à Magdalen Hall, Oxford (qui deviendra plus tard le Hertford College).

## Athlète
Jackson est un hurdler doué, qui remporte la course de haies hautes lors du quatrième Varsity Sports de 1867, avec un temps de 17,8 secondes. Il l'améliora par la suite en le ramenant à 16.0s, un record britannique (qui resta en vigueur pendant de nombreuses années) et probablement un record mondial, bien qu'à l'époque il n'existait pas d'organisme international pour ces records.
Il dut se retirer de la compétition après s'être gravement coupé le pied sur une coquille d'huître alors qu'il courait contre W G Grace.

## Carrière académique
En 1868, il est nommé auditeur du club de l'Oxford University Athletic Club (OUAC), et en 1869, trésorier principal, poste qu'il occupera pendant une soixantaine d'années. Il a guidé le club vers une position d'importance internationale et Jackson est devenu une figure d'autorité dans le domaine de l'athlétisme.
Il a également joué le rôle de mentor et d'entraîneur pour les membres du club. En tant qu'officiel de confiance, Jackson a été appelé à déterminer le vainqueur d'un match serré lors des sports universitaires.
Avec deux autres hommes d'Oxford, Montague Shearman et Bernhard Wise, il est à l'origine de la fondation de l'Amateur Athletic Association le 24 avril 1880. Les premiers championnats de l'AAA ont eu lieu le 3 juillet 1880 à Lillie Bridge Grounds.

## Vie privée
Il a épousé Ada Louisa Martin. Son frère, Morton Strode Jackson, a épousé sa sœur, Edith Rosine Martin. Arnold Jackson, le fils de Morton, a remporté la médaille d'or du 1500 m aux Jeux olympiques de Stockholm en 1912, entraîné par son oncle, Clement Jackson.

## Héritage
En 1926, Sir Montague Shearman et d'autres membres de l'Achilles Club ont offert un trophée à la mémoire de Jackson, qui devait être remis chaque année à l'équipe gagnante des sports universitaires d'Oxford contre Cambridge. Ces dernières années, il a été noté que le trophée portait l'inscription "ARNOLD Jackson Memorial Trophy". Apparemment, dans les années 1970, l'original avait été volé et une erreur avait été commise lors de la commande de son remplacement. Une nouvelle inscription, corrigeant l'erreur, a été ajoutée au trophée.
Le CN Jackson Memorial Cup est décerné chaque année par l'AAA à l'athlète masculin anglais qui est jugé comme étant l'athlète exceptionnel de cette année-là.